# John Morgan (zapaśnik)
John Andrew Morgan (ur. 4 lutego 1963 w Minneapolis) – amerykański zapaśnik w stylu klasycznym. Występował na Igrzyskach w Seulu 1988 w wadze do 82 kg, gdzie zajął 7 miejsce. Brązowy medalista Igrzysk i Mistrzostw Panamerykańskich w 1991. Drugie miejsce w Pucharze Świata w 1988, 1989 i 1990 roku. Pochodzi z wielodzietnej rodziny. Pięciu jego braci było aktywnymi sportowcami.
Jego brat Gordy Morgan startował w turnieju zapaśniczym na Igrzyskach w Atlancie 1996 a Marty Morgan brał udział w mistrzostwach świata w 1993 i 1995 roku.